# Mokhóvoie (Vorónej)
|  | Per a altres significats, vegeu «Mokhóvoie». |

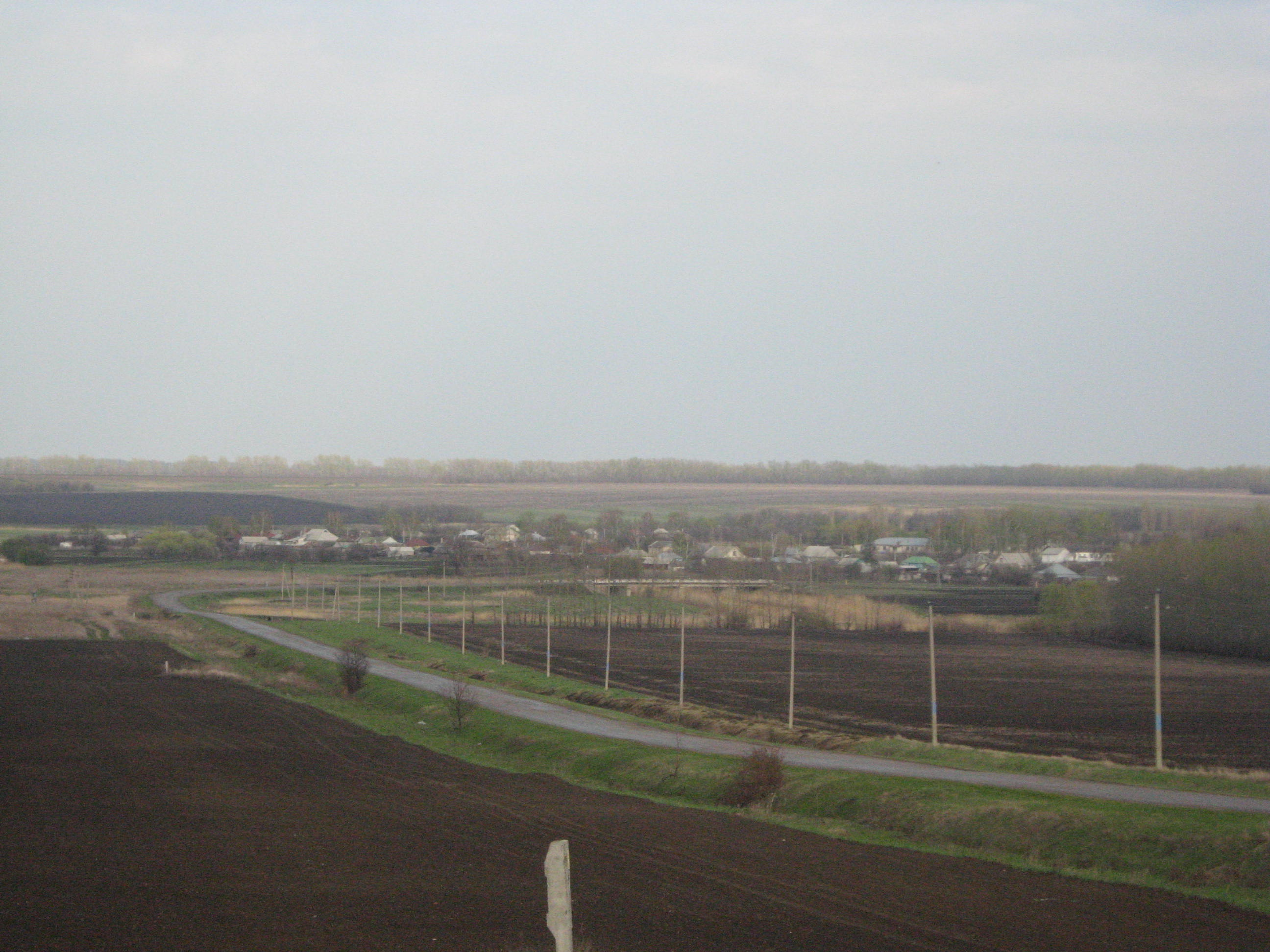
Vista parcial de Mokhóvoie.

Mokhóvoie (en rus: Моховое) és un poble de l'óblast de Vorónej, a Rússia, segons el cens del 2010 tenia 357 habitants.